# 도쿄 라멘

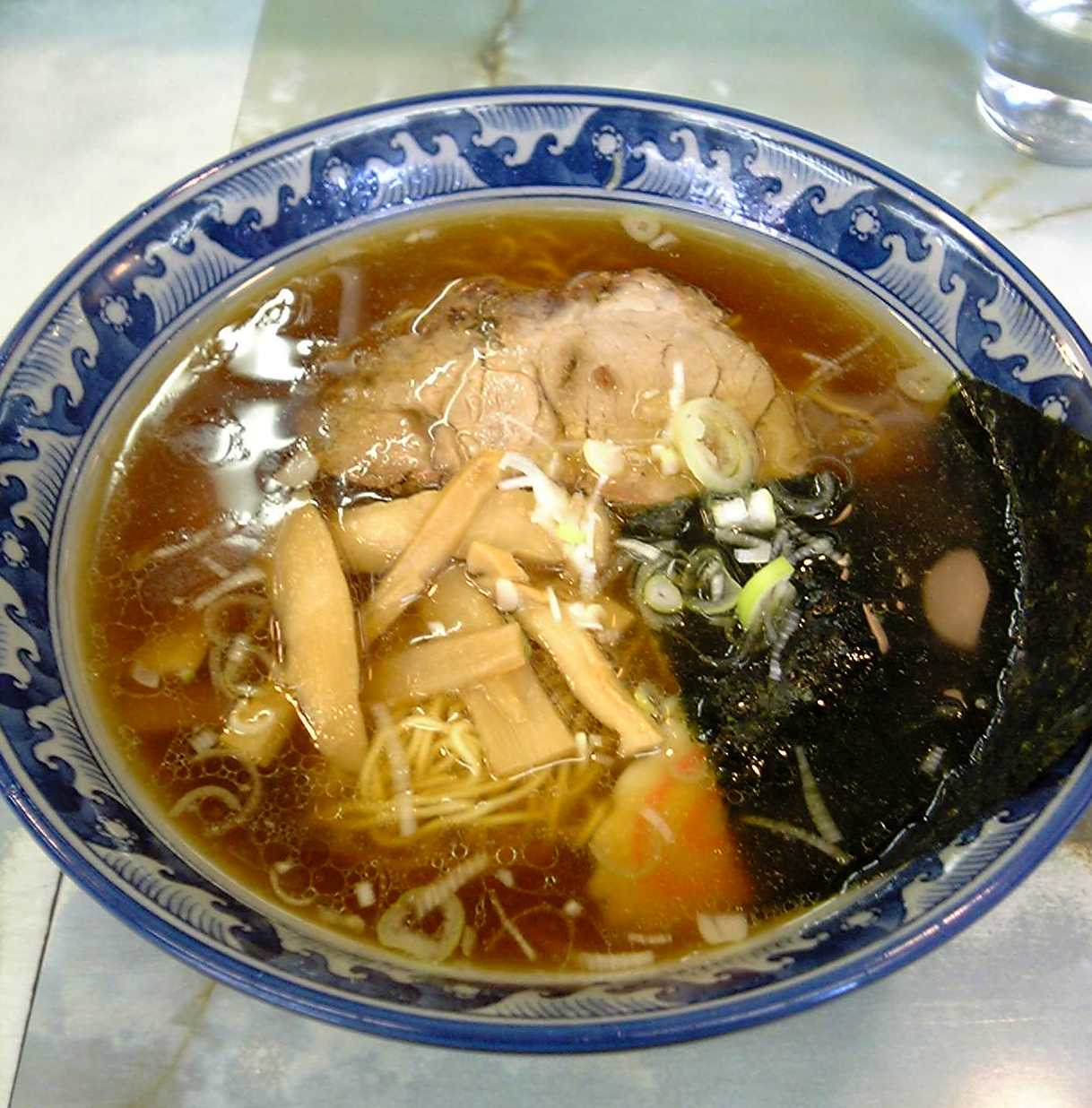
도쿄 라멘

도쿄 라멘(일본어: 東京ラーメン)은 대표적인 쇼유 라멘으로, 일본 라멘의 원형이다.
많은 경우 일본식이고 간장 소스, 중세의 중화면이 사용된다. 도쿄도에는 수천곳의 라멘 가게가 있으며, 제공되는 라멘의 맛도 다양하다.
현재의 라멘을 기본으로 하여 쇼유 라멘의 발상이 되어, 챠슈(샤샤)와 멘마(시나타케)를 처음으로 올렸다고 한다.
섬세한 맛을 지키는 가게도 많고, 신규 가게에서도 이 도쿄 라멘을 추구하는 가게도 있다. 당지 라멘 붐 속에서 강한 지방과 매운맛을 밀어내는 새로운 종류의 라멘과는 쌍을 이루며, 유행을 쫓지 않고 '라멘의 스테디셀러'로서 옛날부터 그 인기는 변함이 없다.